# عبدالرحمن عباس
عبدالرحمن بن عباس (به انگلیسی: Abdul Rahman Abbas) (زادۀ ۱۵ آوریل ۱۹۳۸) سیاستمدار مالزیایی است که به عنوان هفتمین فرماندار پنانگ، از تاریخ ۱ مۀ ۲۰۰۱ تا ۳۰ آوریل ۲۰۲۱، خدمت کرد. وی سیاستمدار سابق حزب سازمان ملی متحده مالایی (یو ام ان اُ) است. عبدالرحمن توسط پادشاه مالزی در ماه مۀ ۲۰۰۱ به مقام فرمانداری منصوب گردید، و شش مرتبه در سالهای ۲۰۰۵، ۲۰۰۹، ۲۰۱۱، ۲۰۱۳، ۲۰۱۵ و ۲۰۱۷، به طور مجدد برای این مقام برگزیده شد.